# Валико ди Сото (Лука)
Валико ди Сото је насеље у Италији у округу Лука, региону Тоскана.
Према процени из 2011. у насељу је живело 105 становника. Насеље се налази на надморској висини од 486 м.